# Ferdinand von Stülpnagel (General, 1842)

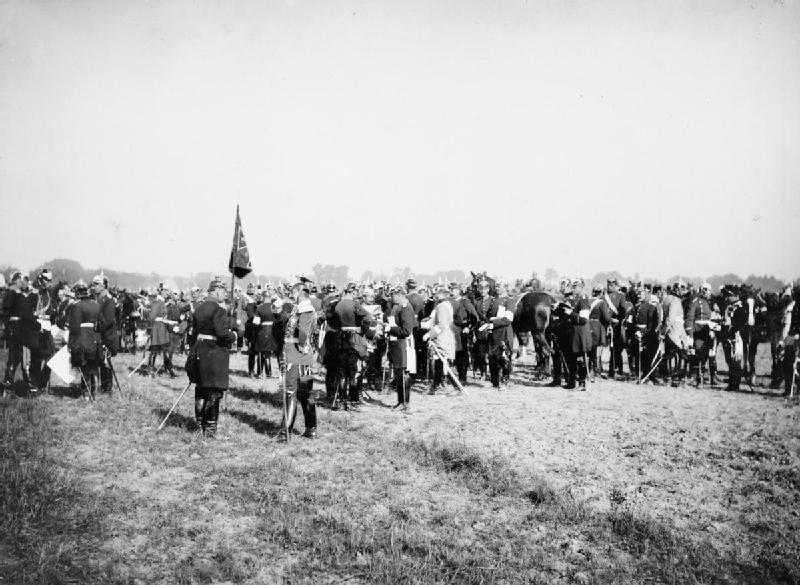
Kaiser Wilhelm II. unterhält sich mit dem Kommandierenden General des V. Armee-Korps General Ferdinand von Stülpnagel (direkt neben der Fahne) bei einer Besprechung in einem Manöver (1902)

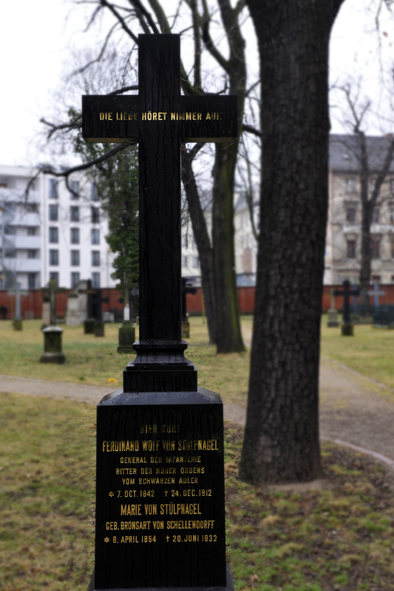
Grabstelle Ferdinand Wolf von Stülpnagel auf dem Alten Garnisonfriedhof in Berlin-Mitte

Ferdinand Wolf Konstantin Karl von Stülpnagel (* 7. Oktober 1842 in Berlin; † 24. Dezember 1912 ebenda) war ein preußischer General der Infanterie.

## Leben

### Herkunft
Ferdinand Wolf Konstantin entstammte dem uckermärkischen Adelsgeschlecht von Stülpnagel. Er war der Sohn des späteren preußischen Generals der Infanterie Ferdinand Wolf Louis von Stülpnagel (1813–1885) und dessen Ehefrau Cäcilie, geborene von Lossau (1809–1886).

### Militärkarriere
Nach seiner Erziehung in den Kadettenanstalten Potsdam und Berlin trat Stülpnagel am 6. März 1860 als Secondeleutnant in das 1. Garde-Regiment zu Fuß ein. Von dort folgte am 23. Februar 1861 seine Versetzung 3. Garde-Regiment zu Fuß. Vom 2. Oktober 1862 bis 1. Juli 1863 kommandierte man ihn an die Zentral-Turnanstalt, wo er zwei Monate als Lehrer tätig war.
Nach Teilnahme am Feldzug gegen Dänemark 1864 besuchte er von 1865 an die Kriegsakademie, unterbrochen durch den Krieg gegen Österreich 1866. Während dieses Feldzuges war er Adjutant der Garde-Landwehrinfanteriedivision. Am 30. Oktober 1866 wurde Stülpnagel zum Premierleutnant befördert, und vom 16. April 1868 bis 1. Mai 1869 zum Großen Generalstab kommandiert. Zu Beginn des Krieges gegen Frankreich 1870 war er Adjutant beim Generalgouvernement der Küstenlande, anschließend beim 3. Garde-Regiment zu Fuß an der Front. Am 6. Dezember 1870 wurde er Hauptmann und Chef der 11. Kompanie. 
Im Oktober 1877 in den Großen Generalstab versetzt, ging er im Februar 1878 zum Generalstab der 9. Division nach Glogau und wurde am 6. Juni 1878 zum Major befördert. Am 15. April 1882 wurde Stülpnagel Bataillonsführer im Grenadier-Regiment „König Friedrich III.“ (2. Schlesisches) Nr. 11. Aus dieser Position wurde er 1886 à la suite des Regiments gestellt und zum Direktor der Kriegsschule Potsdam ernannt. Am 12. Januar 1886 wurde er Oberstleutnant, erhielt im selben Jahr das Ehrenkreuz des Ordens der Württembergischen Krone und stieg am 8. März 1887 zum Chef des Stabes des I. Armee-Korps auf. Am 19. September 1888 wurde er Oberst und Kommandeur des Grenadier-Regiments „Kronprinz“ (1. Ostpreußisches) Nr. 1 in Königsberg. Am 16. Mai 1891 zum Generalmajor befördert, bekam er am selben Tag die Führung der 22. Infanterie-Brigade in Breslau zugewiesen. Am 25. März 1893 wechselte er dieses Kommando und übernahm die 1. Infanterie-Brigade in Königsberg. Am 27. Januar 1895 zum Generalleutnant befördert, wurde er am gleichen Tag Kommandeur der 1. Division in Königsberg. Am 4. April 1899 wurde Stülpnagel Kommandierender General des V. Armee-Korps in Posen und am 27. Januar 1900 erfolgte seine Ernennung zum General der Infanterie. In dieser Eigenschaft erhielt er am 12. September 1902 das Großkreuz des Roten Adlerordens, am 26. Oktober 1904 die Krone zum Großkreuz des Albrechts-Ordens mit Goldenem Stern sowie am 16. Dezember 1905 das Großkreuz des Herzoglich Sachsen-Ernestinischen Hausordens.
Unter Verleihung des Schwarzen Adlerordens wurde Stülpnagel am 13. September 1906 à la suite des Grenadier-Regiments „Kronprinz“ (1. Ostpreußisches) Nr. 1 mit Pension zur Disposition gestellt.

### Familie
Stülpnagel heiratete am 25. Januar 1873 Marie Bronsart von Schellendorff (1854–1932), eine Tochter des Generals Paul Bronsart von Schellendorff. Das Paar hatte mehrere Kinder, darunter der älteste Sohn Ferdinand Wolf von Stülpnagel (1873–1938) und der spätere General Joachim von Stülpnagel.